# 원발성면역결핍증후군
원발성면역결핍증후군(primary immunodeficiency, 原發性免疫缺乏症候群) 또는 원발성면역부전증후군(原發性免疫不全症候群)은 체내 면역계의 일부가 존재하지 않거나 정상 기능하지 않는 질병을 말한다. 원발성 면역결핍증후군으로 진단이 되려면, 면역 결핍의 병인이 후천적인 것(예: 기타 질병, 약물 치료, 독성에 대한 환경적 노출 등)에 기인해서는 안 된다.

## 질병

유전적 면역 결핍. (일반적으로 테이블 I이 왼쪽, 테이블 II가 오른쪽에 있으나 예외는 있다.)

- 테이블 I: 복합성 T 및 B세포 면역 결핍(Combined T and B–cell immunodeﬁciencies)
- 테이블 II: 우성 항체 결핍(Predominantly antibody deﬁciencies)
- 테이블 III: 기타 잘 정의된 면역 결핍 증후군(Other well deﬁned immunodeﬁciency syndrome)
- 테이블 IV: 면역 조절장애 질병(Diseases of immune dysregulation)
- 테이블 V: 식세포 수, 기능, 또는 그 둘에 대한 선천성 질환(Congenital defects of phagocyte number, function, or both)
- 테이블 VI: 선천성 면역 결함(Defects in innate immunity)
- 테이블 VII: 자가염증성 질환(Autoinﬂammatory disorder)
- 테이블 VIII. 보충 결핍(Complement deﬁciencies)
- 테이블 IX. 원발성 면역 결핍의 표현형 모사(Phenocopies of primary immune deficiencies)

## 병인
정의대로, 원발성면역결핍증후군은 유전적 병인에 의한 것이다. 하나의 유전적 결함에 의해 발생할 수도 있지만, 대부분은 다인성이다. 열성 또는 우성 유전에 의해 발병할 수 있다. 일부는 잠복성이 있으며 분명하게 확인하려면 반응성 알레르겐의 환경과 같은 특정한 환경적 계기가 필요하다. 그 밖의 문제들은 신체 및 세포 유지 프로세스의 노화에 의해 나타날 수 있다.

## 치료
대부분의 치료는 수동적이고 일시적인 처방으로 이루어지며, 2가지 양상이 있다: 감염의 관리 및 면역계의 부양.
병원균에 대한 노출의 감소가 권고될 수 있으며, 일부 상황에서 예방 차원의 항생제나 항바이러스제가 권고될 수 있다.

## 같이 보기
- 면역결핍질환